# Henderson Silver Knights
Die Henderson Silver Knights sind ein US-amerikanisches Eishockeyfranchise aus Henderson im Bundesstaat Nevada, das seit der Saison 2020/21 am Spielbetrieb der American Hockey League (AHL) teilnimmt. Es fungiert als Farmteam der Vegas Golden Knights aus der National Hockey League und trägt seine Heimspiele im Dollar Loan Center aus.

## Geschichte
Die Vegas Golden Knights aus der National Hockey League (NHL) kooperierten in der zweitklassigen American Hockey League (AHL) seit ihrer Gründung drei Spielzeiten lang mit den Chicago Wolves. Aufgrund der großen Distanz zwischen den Spielorten erwarben die Golden Knights im Februar 2020 die Rechte an den San Antonio Rampage und erhielten von der AHL die Zustimmung, das Team nach Henderson in Nevada zu verlegen. Die Mannschaft ist somit ein direkter Nachfolger der Tidewater/Virginia Wings, der Adirondack Red Wings sowie zuletzt der Rampage.
Ende Mai 2020 wurde der neue Name, Henderson Silver Knights, sowie das Logo veröffentlicht. Sowohl der Name als auch das Logo, ein in Silber und Schwarz dargestelltes Schlachtross, nehmen Bezug auf die Identität des NHL-Teams aus Las Vegas. Seine Heimspiele trug das Team vorerst in der Orleans Arena in The Orleans aus, einem Hotel- und Casinokomplex in Paradise, unweit der T-Mobile Arena, Heimspielstätte der Golden Knights. Zugleich wurde in Henderson das Dollar Loan Center errichtet, das nach Fertigstellung die permanente Heimat der Silver Knights wurde. Bereits gegen Ende der Debütsaison 2021/22 bestritt die Mannschaft dort erste Heimspiele.
Im August 2020 wurde Emanuel Viveiros als erster Cheftrainer des Teams vorgestellt. Ihm wurden im November 2020 Joel Ward und Jamie Heward als Assistenten zur Seite gestellt.